# دانيال بايمان
دانيال بايمان، (بالإنجليزية: Daniel Byman)، هو أستاذ مساعد وعميد في كلية والش للخدمة الخارجية في جامعة جورج تاون. وهو عضو قديم في مركز سياسة الشرق الأوسط في معهد بروكينغز المتخصص في الإرهاب، وإيران، وقضايا أمنية أخرى تخص الشرق الأوسط.
عمل بايمام سابقًا كمدير لمركز الدراسات الأمنية وبرنامج الدراسات الأمنية في جامعة جورج تاون، ومدير الأبحاث لمركز السياسة العامة للشرق الأوسط في مؤسسة راند. وهو أيضًا أستاذ الدورة التدريبية الرئيسية في جورج تاون مساق هائل مفتوح عبر الإنترنت حول مكافحة الإرهاب.

## وصلات خارجية
- مجلة العلاقات الخارجية